# مؤسسه ماکس پلانک در امور علوم تاریخ انسان

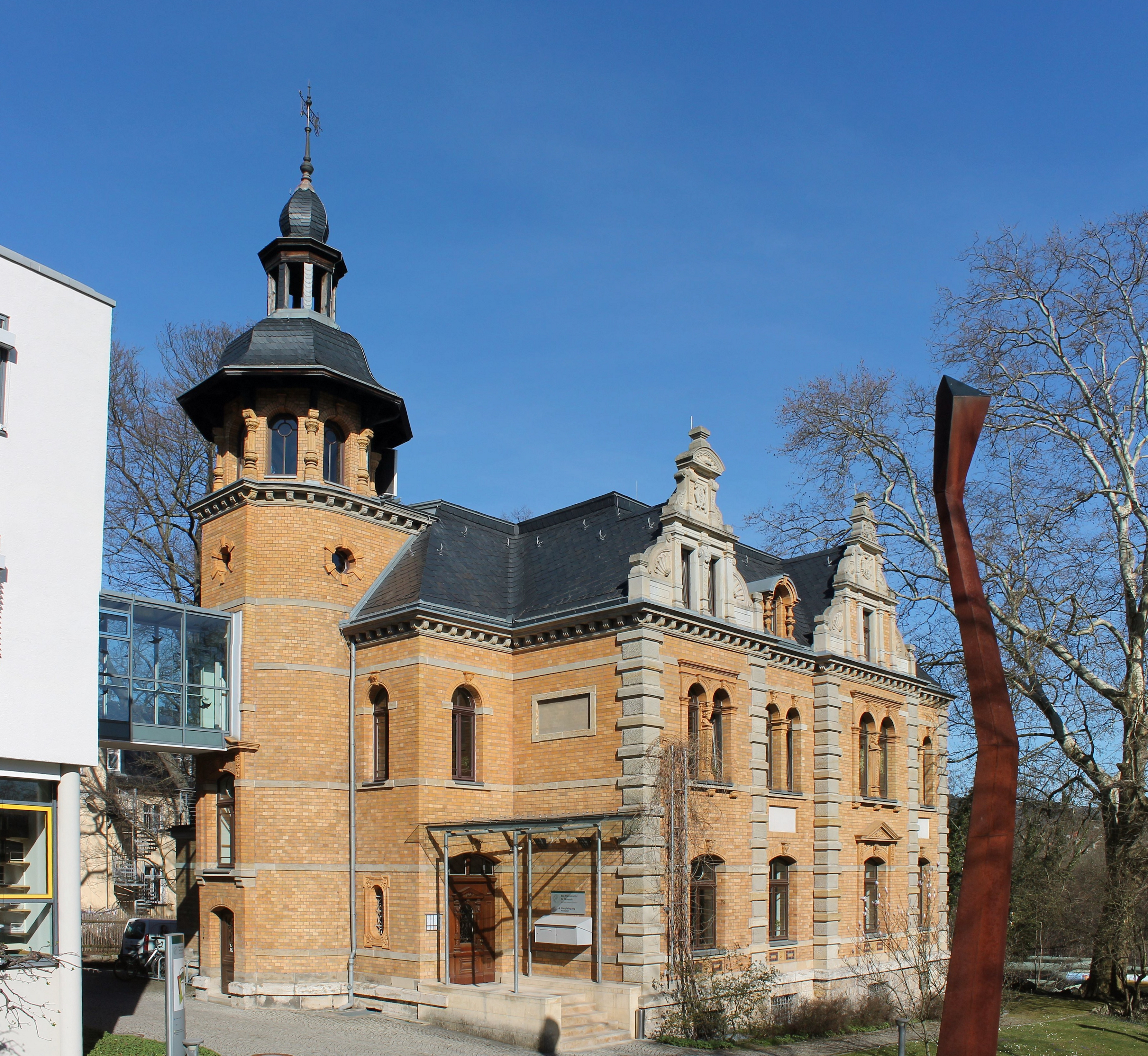
نمایی از ساختمان قدیمی «موسسه ماکس پلانک در امور علوم تاریخ انسان»، ینا - ۲۰۱۴

ماکس پلانک یک مؤسسه در امور تاریخی و یکی از هشتاد مؤسسه وابسته به انجمن ماکس پلانک است. این مؤسسه در شهر ینا در کشور آلمان واقع شده‌است.
مؤسسه در سال ۱۹۹۳ تأسیس شد و در ابتدا جهت مطالعه در خصوص سیستم‌های اقتصاد سوسیالیستی شرق اروپا کار خود را آغاز کرد. در سال ۲۰۱۴ این مؤسسه به مؤسسه تاریخ و علوم ماکس پلانک تغییر نام داد. چند ماه بعد در ۲۱ نوامبر ۲۰۱۴ مؤسسه اقتصاد مجدداً تغییر یافت و به مؤسسه علوم تاریخ بشر ماکس پلاسک تغییر نام یافت و هم‌اکنون اداره گلاتولوگ را در دست دارد.